# 利亚纳斯
利亚纳斯，是西班牙加泰罗尼亚赫罗纳省的一个市镇。总面积24平方公里，总人口506人（2013年），人口密度20.5人/平方公里。